# Počátky české literatury
Počátky české literatury je období vývoje české literatury, které lze vymezit 9. stoletím až polovinou 14. století. Patří sem všechna literární díla, která vznikla v té době na území českých zemí, bez ohledu na jazyk, kterým byla psána, tedy literární památky staroslověnské, latinské, české a v minimální míře i německé. Je logické, že zpočátku hrály velkou roli překlady (především z řečtiny) a jsou proto vnímány jako samostatná, výrazná díla, ač v pozdějších obdobích literární historie klade důraz spíše na díla originální. V této etapě vznikalo poměrně málo knih, bylo to dáno především jejich nákladností a pracností. Nejvýznamnějšími literárními památkami tohoto období jsou Proglas, Život Konstantinův, Život Metodějův, Kristiánova legenda, Kosmova kronika, Zbraslavská kronika, Alexandreida, Dalimilova kronika a písně Hospodine, pomiluj ny a Svatý Václave, vévodo české země. 

## Období Velkomoravské říše (do asi 950)
Památky z doby Velkomoravské říše jsou psány staroslověnštinou, použité písmo se nazývá hlaholice. Obojí na Moravu přinesli svatí Konstantin (Cyril) a Metoděj, kteří sem přišli na pozvání knížete Rastislava v roce 863 za účelem posílení křesťanství a omezení bavorského vlivu, a kteří tento jazyk vytvořili na základě jihoslovanského nářečí z okolí řecké Soluně. Staroslověnština a hlaholice pak sehrály roli ve vývoji vzdělanosti a písemnictví v celé východní Evropě.

### Dílo

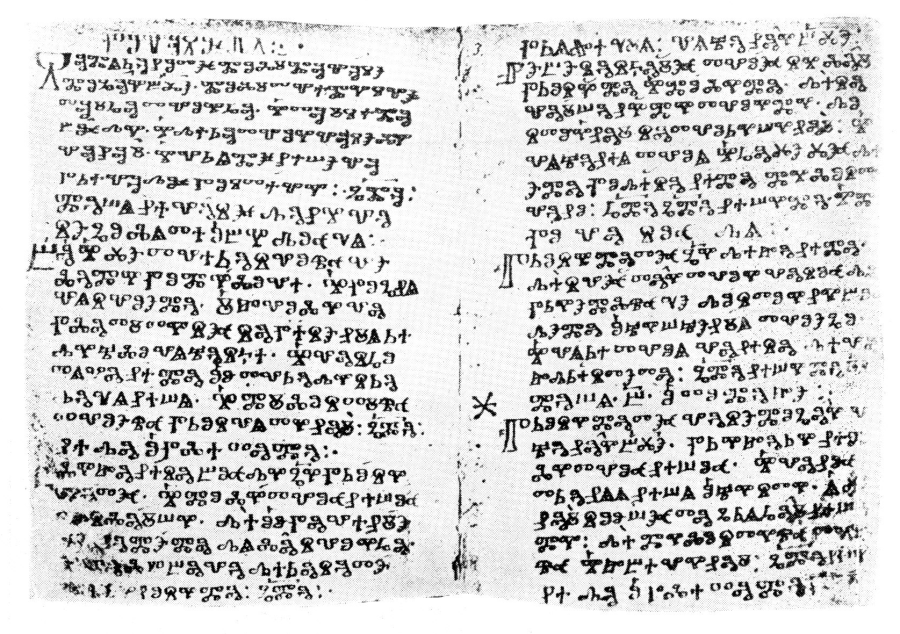
Kyjevské listy

- Proglas – nejstarší česká literární památka (asi 2. polovina 9. stol.). Jde o veršovanou předmluvu ke staroslověnskému překladu evangelií. Text vznikl nejprve řecky – jeho autorem je patrně Konstantin[1] a posléze byl přeložen do staroslověnštiny. Text je především obhajobou práva na staroslověnský překlad bible, tedy polemikou s tzv. trojjazyčníky, kteří tvrdili, že bible by měla existovat jen ve třech posvátných jazycích – latině, řečtině a hebrejštině. Jde zřejmě o první originální literární text vzniklý na Velké Moravě, neboť již řecký originál Konstantin sepsal zde. Ovšem je stále ještě překladem.[2]
- Moravsko-panonské legendy (Život Metodějův, Život Konstantinův) – dva hagiografické spisy, někdy uváděné pod společným názvem. Jejich literární význam je mimořádný, neboť jde o první nepřeložené, originální staroslověnské texty, které vznikly na Velké Moravě. Je v nich vylíčen život Konstantina a Metoděje. Pohybují se na pomezí historiografie a legendy. Popisují i zázraky, ale mají i faktografické pasáže, které jsou považovány za věrohodné, byť některé chronologické údaje mohou být nepřesné kvůli práci se symbolickou hodnotou čísel. Texty popisují i mučednickou smrt obou věrozvěstů a obsahují obhajobu jejich svatořečení. Panonské legendy se nazývaly proto, že oblasti dnešního Maďarska a Jižní Moravy říkali Římané Panonie. Život Konstantinův je stylisticky rafinovanější a podrobnější než Život Metodějův, který počítá se čtenářovou znalostí Života Konstantinova a faktografii tam obsaženou již jen stručně shrnuje. Místo toho se soustředí na polemiku s bavorskými, latinskými kněžími.[3]
- Staroslověnská bible – základní dílo cyrilometodějské misie, které začalo vznikat ještě v Cařihradě, kde Konstantin přeložil do staroslověnštiny evangeliář (tedy pasáže z evangelií uspořádané podle církevního kalendáře). Texty evangelií pak Konstantin přeložil již na Velké Moravě, texty Starého zákona překládal Metoděj. Ze Staroslověnské bible se nám dochovaly jen zlomky.
- Abecední modlitba – veršovaná modlitba, patrně dílo Konstantinovo. Využívá dvanáctislabičného sylabického verše. Spolu s Proglasem tak jde de facto o první básně v české literatuře. Navíc využívá principu akrostichu – je uspořádána dle abecedy (hlaholice).
- Zákon sudnyj ljudem – soudní zákoník. Jde o překlad řeckých právních předpisů (tzv. Eklogy z roku 740) obsahující některé nové, originální pasáže, za jejichž autora je považován Metoděj.[4]
- Nomokánon – staroslověnský překlad spisu Jana Scholastika Synagoga. Jakýsi sborník církevních pravidel a světských zákonů. Později se pro tyto překlady vžil název Kormčí kniha.
- Kyjevské listy – spis psaný hlaholicí a se značným množstvím „velkomoravismů“, který byl nalezen roku 1874 v Kyjevě (odtud název). O tom, zda pochází z Velké Moravy (autorem mohl být kněz Gorazd), vedou odborníci diskuse.
- Slovo o objevení ostatků sv. Klimenta – hagiografický spis vzniklý patrně rovněž na Velké Moravě, známe ho však jen díky pozdním opisům ze 16. století.

## Soužití staroslověnské a latinské literatury (od 950 do asi 1100)

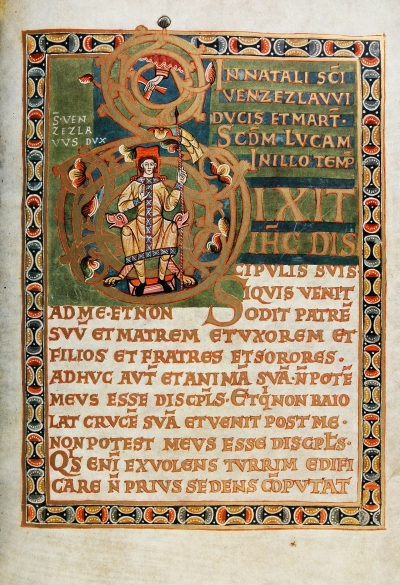
Kodex vyšehradský

V 10. století se těžiště staroslověnské literární tvorby přesunulo z Moravy do Čech, když byli po Metodějově smrti z Moravy vypuzeni jeho žáci a část z nich se usadila právě v Čechách (část odešla především do Bulharska). Ve stejné době se v Čechách začínají objevovat i latinské texty. Latina a staroslověnština spolu soutěží, ale koexistují v míru. V 11. století je centrem staroslověnské kultury Sázavský klášter, založený roku 1032 Břetislavem I. Staroslověnština je přesto postupně vytlačována latinou, zvláště po církevním schizmatu roku 1054. Slovanští mniši musejí Sázavský klášter opustit roku 1097 (vracejí se do Čech až za Karla IV., který jim daruje klášter Na Slovanech (Emauzy), ale jde již jen o epizodu, větší roli staroslověnština v české literatuře již poté nesehraje). Latinská díla však v 11. století nevznikají jako izolovaný útvar, naopak jsou staroslověnskými texty ovlivněna, často předpokládáme, že jde o překlady staroslověnských předloh a stejně tak naopak – staroslověnské texty jsou někdy překlady předloh latinských. Sílící přemyslovský stát měl vliv na tehdejší tvorbu – vznikají díla oslavující přemyslovské světce (sv. Václav, sv. Ludmila). Oblíbeny jsou především legendy (viz též Česká středověká legenda).

### Dílo

#### Staroslověnština
- Život svaté Ludmily (též Staroslověnská legenda o sv. Ludmile) – předpokládaná, v opisech však nedochovaná staroslověnská legenda, která s velkou pravděpodobností vznikla na území přemyslovských Čech v průběhu 10. století. Její existenci lze dosuzovat dle zmínek v latinské legendě Fuit, v Kristiánově legendě, a především z existence tzv. proložní ludmilské legendy, která je pravděpodobně krátkým výtahem z jednoho z pozdních opisů Staroslověnské legendy o sv. Ludmile.
- Život svatého Václava (též První staroslověnská legenda o sv. Václavu) – staroslověnská legenda z první poloviny 10. století, klíčová památka české václavské hagiografie, která popisuje zavraždění knížete Václava bratrem Boleslavem a zdůvodňuje jeho prohlášení za svatého. Podstatným znakem je, že na rozdíl od Života Konstantinova a Života Metodějova již nepřipomíná byzantské vzory.
- Druhá staroslověnská legenda o svatém Václavu (též Kniha o rodu a utrpení sv. Václava) – staroslověnský modifikovaný překlad latinské Gumpoldovy legendy z konce 10. a začátku 11. století. Větší pozornost než historické stránce již věnuje zázrakům.
- Pražské hlaholské zlomky – fragmenty staroslověnských liturgických textů z 11. století.
- Hospodine, pomiluj ny (Hospodine smiluj se nad námi) – nejstarší duchovní píseň v Čechách z konce 10. stol., nebo počátku 11. stol. Původ je zřetelně staroslověnský, pronikly do ní ovšem i prvky staročeštiny (patrně v průběhu času). Jako jedna z mála literárních památek své doby přežívá i v současnosti.
- Někotoraja zapověď – soubor kajícnických předpisů, pravděpodobně z 11. století.

#### Latina
- Když se šířila křesťanská víra (Crescente fide christiana) – latinsky psaná svatováclavská legenda. Poměrně historizující, z čehož lze usuzovat, že vychází ze staroslověnského vzoru.[5]
- Byl v zemi české (Fuit in provincia Boemorum) – latinsky psaná legenda o sv. Ludmile.[6]
- Kristiánova legenda (Vita et passio sancti Venceslai et sanctae Ludmilae aviae eius – Život a utrpení svatého Václava a svaté Ludmily, babičky jeho) – pochází patrně z konce 10. století. Pravděpodobně nejvýznamnější latinské dílo tohoto období. Je psáno prózou. Pozoruhodné na něm je, že ač psáno latinsky, v textu hájí staroslověnskou tradici. Text má vysokou literární úroveň, proto také mnozí literární historici nevěří, že by mohl pocházet z 10. století. Sám autor v předmluvě tvrdí, že je příbuzným biskupa Vojtěcha. Oldřich Králík přišel s hypotézou, že autorem byl Vojtěchův bratr Radim (pozdější biskup v Hnězdně známý jako Gaudencius). Dušan Třeštík tvrdil, že autorem je syn Boleslava I. Strachkvas. Autor sám sebe v textu nazývá Christianus, což však může být míněno jako „Křesťan“, nikoli jako Kristián.[7]
- Gumpoldova legenda – latinsky psaná legenda o sv. Václavu z poslední třetiny 10. století.
- Kodex vyšehradský – pochází z roku 1085, obsahuje církevní texty. Byl vytvořen (pravděpodobně) pro královskou korunovaci Vratislava II. a někdy proto bývá počítán ke korunovačním klenotům. Bývá označován za nejcennější dochovaný rukopis v českých zemích. Jeho hodnota řemeslná (iluminace, vazba, písařské umění) převyšuje tu literární.[8][9]
- Nařízení Břetislavova (Decreta Bracislai) - byla sepsána během tažení knížete Břetislava do Hnězdna, kde nechal kníže vyzdvihnout ostatky sv. Vojtěcha, což se stalo roku 1039. Má silně protipohanský charakter. Víme o nich díky zmínce v Kosmově kronice, text se nedochoval. Obsahují mj. zákaz krčem a zavádějí zkoušku (ordál) žhavým železem.[10]

## Vrchol latinské literatury v českých zemích (12. a první polovina 13. století)

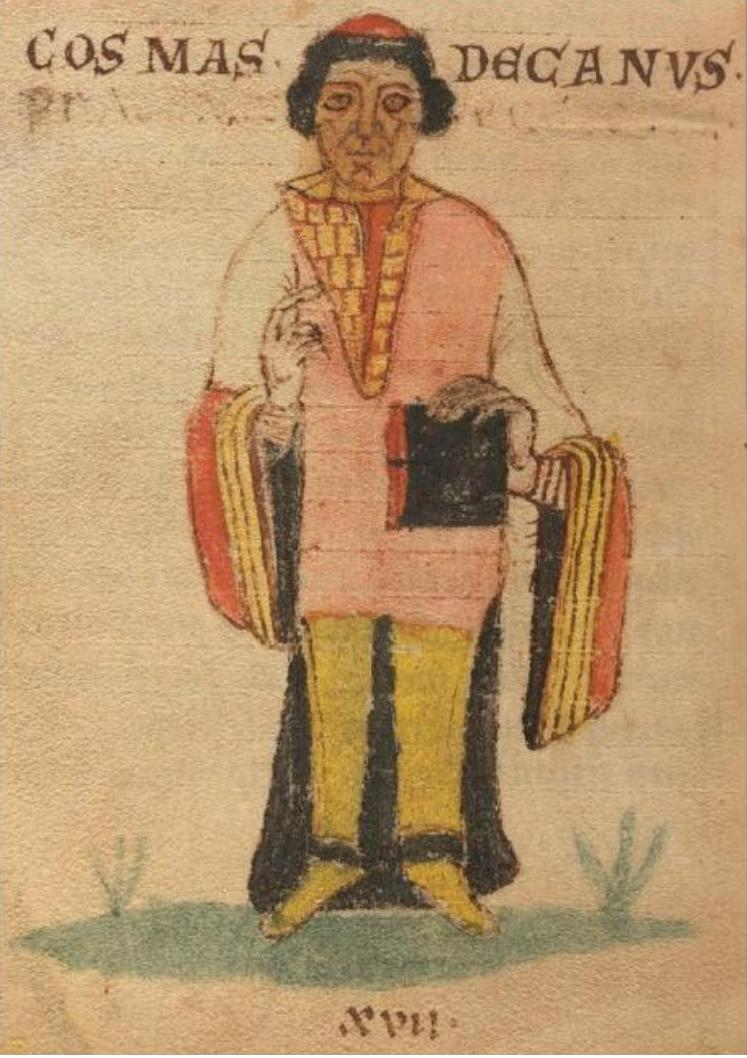
Kosmas

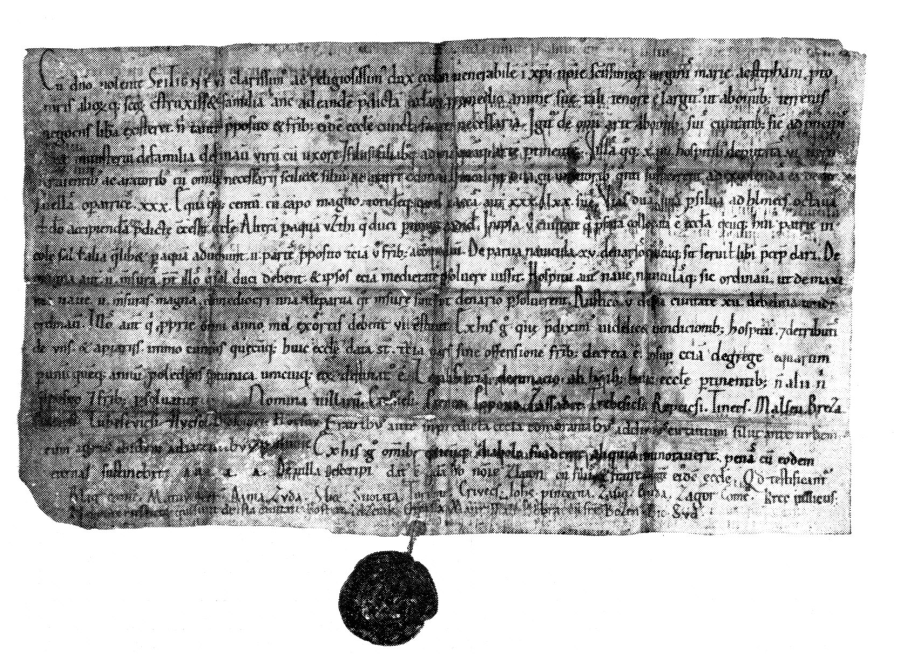
Zakládací listina litoměřické kapituly

Latinská literatura získává převahu, duchovenstvo opisuje a pokouší se překládat latinské knihy, postupně se začíná objevovat i čeština.
Legendy jsou stále populární – psány jsou prózou, objevují se však i kroniky a tzv. kazatelské texty – psány latinsky, ale kázalo se podle nich česky. Z této doby pocházejí i tzv. bohemika – česká slova v latinském textu, většinou se jedná o místní názvy či osobní jména. Dalším útvarem jsou glosy (vpisky), většinou český překlad připsaný v latinském textu (zejm. tzv. Svatojiřské přípisky a české poznámky Alberta Bohema).

### Dílo

#### Latina
- Versus de passione sancti Adalberti (Verše o utrpení svatého Vojtěcha) – veršovaná legenda z 1. pol. 12. století popisující život Vojtěcha Slavníkovce. Byly využity tzv. leoninské hexametry. Vzorem byla legenda římského mnicha Jana Canaparia. Existují spekulace, že autorem mohl být Kosmas, ale odborníci v této věci dosud shodu nenalezli.[11]
- Vita minor (Menší život) – legenda o svatém Prokopovi, psána prózou, byla velmi oblíbená.
- Diffundente sole iustitiae radios (Když slunce spravedlnosti šířilo paprsky) – další legenda o sv. Prokopu.
- Opatovický homiliář – soubor kázání, nejstarší kniha tohoto typu vzniklá na našem území. Je nazývána dle svého uložení v benediktinském klášteře v Opatovicích. Obsahuje 133 kázání. Často se v nich brojí proti uctívání hor, stromů a pramenů, což dokazuje, že pohanství bylo stále živé.[12] K významným kazatelům, jejichž kázání jsou zde zachycena, patřil například Jindřich Zdík.
- Olomoucký kolektář – horologium sepsané v olomouckém skriptoriu Jindřicha Zdíka. Za třicetileté války odvezeno do Švédska.[13]
- Hradišťsko-opatovické letopisy – analistické dílo, které vzniklo v benediktinském klášteře Hradisko u Olomouce, někdy kolem roku 1146. Předlohou byla Ekkehardova světová kronika, jíž doplňují údaje z některých domácích zdrojů (např. anály pražské). Světové dějiny zachyceny především do roku 893. Léta 894–1145 jsou věnována téměř výhradně českým dějinám. Po odchodu benediktýnů z Hradiska do Opatovic (1146) bylo v letopisech pokračováno, zaznamenávají události až do roku 1163.[14]
- Chronica Boemorum (Kronika česká, známá jako Kosmova kronika) – autorem je děkan svatovítské kapituly Kosmas. Nejvýznamnější dílo této doby, dosahuje evropské úrovně. Kronika má tři díly a je dovedena až do roku 1125, tedy do roku Kosmovy smrti. Průlomem bylo, že se Kosmas zamýšlel nad spolehlivostí svých zdrojů a v textu je podle spolehlivosti také klasifikoval (rozlišoval „bájivé podání starců“ a „podání hodnověrných svědků“). Typické bylo, že Kosmas v textu zcela pominul staroslověnskou historii a liturgii, snažil se naopak vyzdvihnout prozápadní orientaci českých dějin (tedy orientaci na západní, římské křesťanství).
- Kronika kanovníka Vyšehradského – vzorem je autorovi Kosmova kronika, jejíž uměleckých kvalit však nedosáhl. Kronika popisuje události z let 1126–1142. V textu se objevují již protiněmecké postoje.
- Kronika Sázavská (známá též jako kronika Mnicha sázavského) – na rozdíl od Kosmase vyzdvihuje Mnich sázavský slovanskou liturgii a Sázavský klášter, kde působí, a to přesto, že sám je mnichem latinským. Obhajobu staroslověnské kultury stejně jako kanovník Vyšehradský spojuje s protiněmeckými výpady.
- Letopis Vincenciův – oslava vlády Vladislava II., především pak úspěchy Čechů při tažení Friedricha Barbarossy v Itálii (1158). Autorem je kanovník a notář svatovítské kapituly Vincentius. Popisovány jsou události z let 1158–1167.

#### Čeština
- Svatý Václave, vévodo české země (Svatováclavský chorál) – duchovní píseň vzniklá ve 12. století. Měla původně jen tři strofy, nakonec strof devět. Zapsána byla až ve 14. století v kronice Beneše Krabice z Weitmile. Je zpívána dodnes.
- Ostrovská píseň – další duchovní píseň ve staročeštině. Zabývá se přítomností Krista ve svátosti oltářní. Zapsána v kodexu kláštera z Ostrova u Davle, podle prvního verše se jí též říká Slovo do světa stvorenie. Má na rozdíl od svatováclavského chorálu složitější básnickou formu. Obě tyto písně dokazují, že již ve 12. a 13. století čeština dozrála k tomu stát se jazykem literárním, bylo potřeba však politických impulsů. Ty přišly především ve 14. století.
- Z počátku 13. století pochází i první dochovaná česky psaná věta na zakládací listině litoměřické kapituly, která má podobu právnického textu: „Pavel dal jest Ploskovicích zemu, Vlach dal jest Dolas zemu Bogu i svatému Ščepánu se dvěma dušníkoma, Bogučejú a Sedlatú.“

## Období prosazování češtiny (2. polovina 13. stol. – 1. pol. 14. stol.)

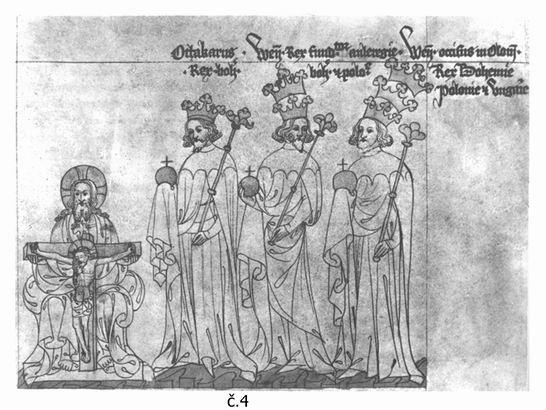
Vyobrazení posledních Přemyslovců ve Zbraslavské kronice

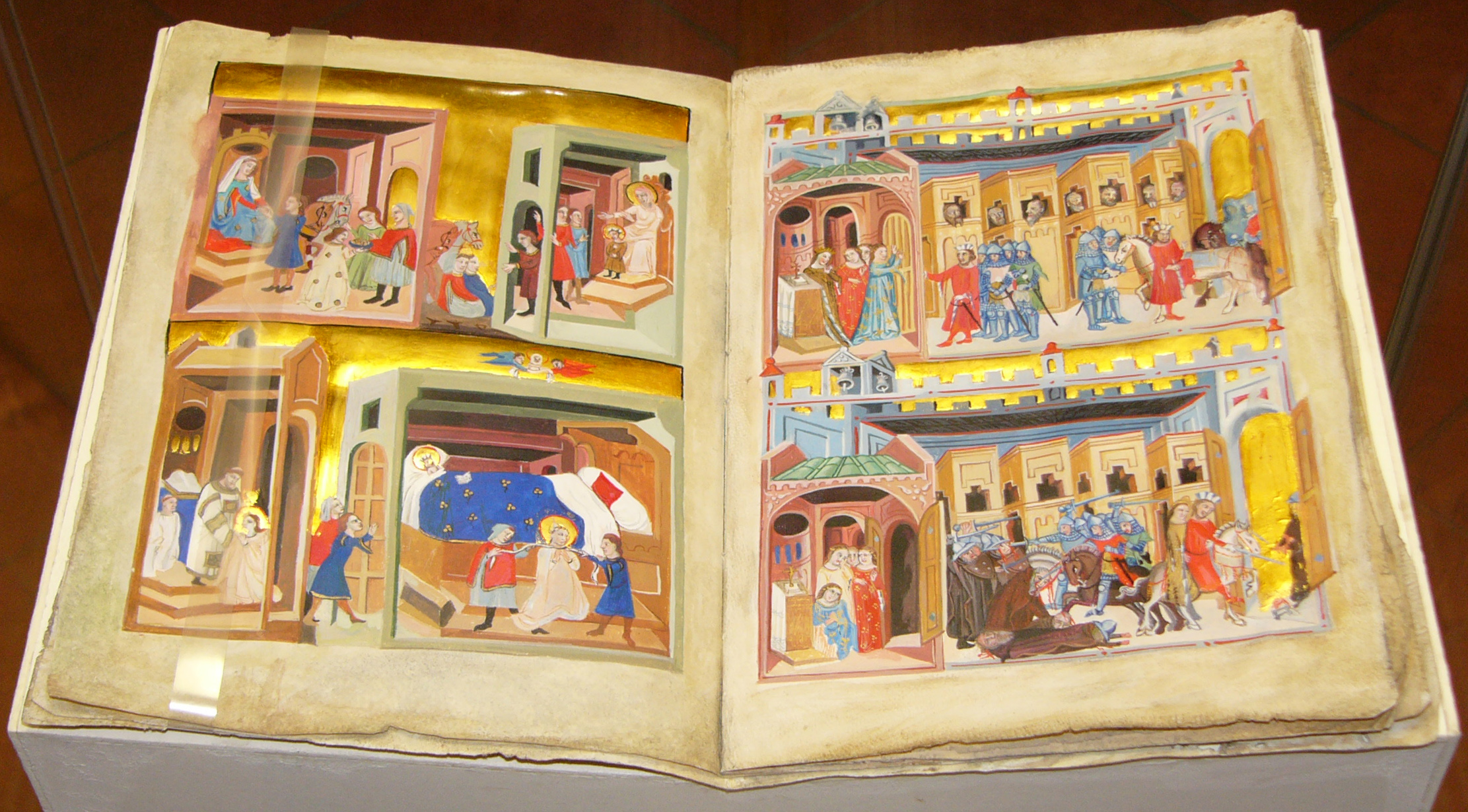
Dalimilova kronika, iluminace z tzv. Pařížského zlomku, jediného dochovaného latinského překladu kroniky

Literatura se v éře posledních Přemyslovců i po nástupu Lucemburků prudce rozvíjí. Začíná se jí věnovat i šlechta, což se samozřejmě projevilo v popisovaných problémech, ale i v přístupu k literatuře. Dochází k laicizaci literatury – tzn. zlidovění. 
Latinsky vznikají především legendy a kroniky, německá tvorba je oblíbena především u vyšší šlechty, jedná se především o písňovou tvorbu, s převážně milostnými tématy. Tyto písně zpívali tzv. minnesängři, koncem 13. století vzniká i česká písňová tvorba – zpívají ji potulní zpěváci. Ti ovlivnili literaturu, rozvojem dalších písní pastorela (pastýřské milostné písně), svítáníčka (zpívána za svítání). Česky psaná literatura se soustřeďuje především na lyrickou duchovní tvorbu. Postupem času dochází ke ztrátě náboženského charakteru a témata se stávají velice rozmanitá, objevuje se typický útvar středověké literatury spor – tj. slohový útvar psaný v dialogu (často rýmovaném), ve kterém se přou nerozlučitelné věci o svoji důležitost.
Kolem roku 1300 se začínají objevovat i lidové písně (většinou milostné) – autor bývá neznámý. Drama navazuje na antiku, vychází z církevních potřeb. Námětem byly události z Kristova života, nejčastěji zatčení a ukřižování. Hrály se většinou na Velikonoce – pašije. Hrály se v kostelech, postupně do nich pronikaly světské prvky, stávaly se veselými a nakonec se přesunuly z kostelů ven.

### Dílo

#### Latina
- Vita maior (Větší život) – veršovaná legenda o svatém Prokopovi, sloužila za vzor pozdější české legendě.
- Zbraslavská kronika (Chronicon Aulae Regiae) – autory jsou opati zbraslavského kláštera Ota – do roku 1314 a Petr Žitavský – do roku 1338. Žitavského část má velkou hodnotu nejen uměleckou, ale i dokumentární, a to nejen v kontextu Čech, ale i střední Evropy. Ota začal psát kroniku jako oslavu Václava II., zakladatele kláštera, proto zvláště Přemyslovce popisuje velmi nekriticky. Petr Žitavský byl již objektivnější, přesto mu nešlo o čistý historiografický popis, ale spíše o morální poučení čtenáře a vyzdvihnutí kladných vzorů. Umělecky byl ovšem velmi zdatný – užil kombinaci prozaického vyprávění a verše – ten užívá ve chvíli, kdy vyzdvihuje nějaký mravní čin. I proto literární historikové jeho kroniku považují za literárně nejkvalitnější hned po Kosmově.[15]
- Kronika žďárského kláštera (Chronicon domus Sarensis) – kronika, jejímž autorem byl Jindřich Řezbář. Stejně jako Ota a Žitavský spojuje osud celé země s osudem svého kláštera, ovšem nedosahuje takové literární úrovně jako oni. Kritické vydání latinsko - české: Ludvíkovský, Mertlík: Blok Brno 1964. Zatím nevydaný překlad (ke 12/2023)  Zdeňka Kalisty: strojopisný originál v archívu PNP Praha.
- Legenda aurea (Zlatá legenda) – volně převyprávěné stejnojmenné dílo italského mnicha Jacoba de Voragine. Jedna z legend, která se zachovala, je Apokryf o Jidášovi. Ve druhé polovině 14. století byla Legenda aurea přeložena do češtiny pod názvem Pasionál.
- Candor lucis aeternae (Skvělost světla věčného) - legenda o Anežce České, sepsaná mezi lety 1319 až 1322 v Praze Na Františku.

#### Čeština
- Kunhutina modlitba – česká modlitba nalezená v breviáři dcery Přemysla Otakara II., abatyše svatojiřského kláštera Kunhuty. Modlitba vznikla okolo roku 1300, nazývaná je také podle prvního verše Vítaj králu všemohúcí.[16]
- Buoh všemohúcí – píseň, která postupem doby zlidověla
- Jezu Kriste, ščedrý kněže – píseň, která postupem doby zlidověla
- Kudy jsem já chodila – lidová milostná píseň
- Byla jsem ti v sádku – lidová milostná píseň
- Spor duše s tělem – duše se hádá s tělem a obviňuje ho, že tělo má na svědomí lidské hříchy, a tím ji brání v cestě do ráje.
- Alexandreis či též Alexandreida – veršovaná epická skladba o osudech makedonského krále a vojevůdce Alexandra Velikého. Užit je klasický osmislabičný verš. Předlohou byla stejnojmenná skladba francouzského básníka Gualtera Castellionského, která pochází z let 1178–1182. Je také možné, že autora ovlivnila Alexandreida německého autora Ulricha z Etzenbachu. Autor českého textu je neznámý. Někteří badatelé (například Albert Pražák) se domnívají, že skrze osudy Alexandra a jeho otce Filipa autor vlastně vypráví o českém králi Přemyslu Otakarovi II. a jeho synovi Václavovi II. To však bývá i zpochybňováno. Alexandreida bývá označována za první velké české (tedy v češtině psané) literární dílo.
- Dalimilova kronika – první česky psaná kronika. Byla veršovaná. Autor je neznámý, identitu boleslavského kanovníka Dalimila Mezeřického mu chybně přisoudil Václav Hájek z Libočan. Omyl odhalil v 19. století Josef Dobrovský, ovšem kronika se nadále označuje Dalimilova, případně Kronika tak řečeného Dalimila. O autorovi se domníváme, že byl drobný šlechtic. Kronika pravděpodobně vznikla za vlády Jana Lucemburského, nejspíše v letech 1310–1314. Autor si uvolnil ruce tím, že opustil klasický osmislabičný verš a užil verš „bezrozměrný“ (tedy s libovolným počtem slabik). Zachází poměrně jemně s fakty, což vede ke značné věrohodnosti této kroniky. Začíná stavbou Babylonské věže a končí rokem 1314. Je zde líčen život panovníků, vyšší i nižší šlechty. Klade se zde velký důraz na vzájemné vraždění a okolnosti k němu vedoucí. Kronika je silně vlastenecky laděna, obsahuje četné protiněmecké výpady. Vrcholné dílo svého období.[17]
- Rožmberská právní kniha – nejstarší česky psaná právní kniha i odborná práce vůbec. Vznikala od konce 13. století. Zachycuje zemské a částečně i městské právo. Velký prostor je věnován otázce, jak přimět žalovaného, aby se dostavil k soudu, a jak následně dokázat vinu. Konečnou redakci provedl ve 14. století Petr I. z Rožmberka.[18]